# Belgium hívójelkörzetei
Belgium hívójelkörzetei az államhatáron belül nincs területileg körzetekre bontva. Egyéb, Belgiumon kívüli területfüggőségei külön-külön körzetszámhoz van rendelve, az állam területén belül pedig az állomás jellege alapján vannak differenciálva a körzetazonosítók.
Belgium hívójelprefixe az ON-OT tartományba esik.

## Területileg meghatározott körzetazonosítók[1][2][3]
| OQ   | Belga-Kongó (ezen a területen újabban a 9Q prefix bevezetése került sorra)                                     |
| OR4E | Belgium antarktiszi területei                                                                                  |
| ON9  | Belgiumban ezzel a prefixszel kapnak ideiglenes hívójelet az állam területére látogató külföldi rádióamatőrök. |

## Állomások jellege alapján meghatározott körzetazonosítók[1][2][3]
| ON1      | Technikusi osztályú vizsgával rendelkező rádiósok, valamint a CEPT-2 vizsgás rádióamatőrök |
| ON2      | Kezdő szintű licenccel rendelkező rádióamatőrök, csak 2m-en és 70cm-en dolgoznak           |
| ON[4..8] | Teljes körű engedéllyel rendelkező rádiósok, rádióamatőrök                                 |
| ON0      | Átjátszók, automata állomások, MGM, jeladók                                                |
| OT       | Ideiglenes versenyállomások, speciális állomások                                           |

## Lajstromjel
Vízi és légi járművek lajstromjelezéséhez az OO prefixet használják.